# Necronomicon
Necronomiconul este o carte fictivă de magie (sau „grimoire”) care apare în povestirile de groază ale lui H. P. Lovecraft și ale altor autori care s-au inspirat din mitologia creată de acesta. Prima oară Necronomiconul apare în povestirea „The Hound” scrisă de Lovecraft în 1922 și publicată doi ani mai târziu. Autorul presupus al acestei cărți, „Mad Arab” Abdul Alhazred, apare într-o povestire lovercraftiană anterioară, „The Nameless City”. Printre alte informații, această carte cuprinde date despre „Old Ones” (zei din mitologia lovercraftiană), istoria lor și motivul invocării acestora.